# Умирай трудно 2
„Умирай трудно 2“ (на английски: Die Hard 2) е американски екшън филм от 1990 г. на режисьора Рени Харлин. Филмът е втора част от серията филми за полицейския герой. В главната роля отново е Брус Уилис. Сценарият е написан от Стивън Де Соуза и Дъг Ричардсън, по мотиви от книгата на Уолтър Уейджър „58 минути“. Разликата от книгата е, че в нея героят трябва да спре терористите за 58 минути, докато кръжащите в небето самолети започнат да падат.

## Сюжет
Внимание:  Текстът по-долу разкрива сюжета на произведението (или части от него)!
В навечерието на Коледа, Джон Макклейн, който е станал лейтенант от полицията на Лос Анджелис, пристига на международното летище Дълес във Вашингтон, за да се срещне със съпругата си Холи. По същото време трябва да пристигне самолет с арестувания генерал Рамон Есперанса от латиноамериканската държава Валверде. Това е бивш диктатор, занимаващ се с търговия с наркотици, който е екстрадиран, за да бъде съден в САЩ. Въпреки това бивши сътрудници на Есперанса, водени от полковника от американската армия Уилям Стюарт, решават да извършат терористична операция и да освободят генерала. По чиста случайност Макклейн се натъква на двама привърженици на Стюарт на летището и между тях започва престрелка. Джон убива един от бандитите, но другият успява да избяга.
С помощта на своя приятел, сержант Ал Пауъл, Макклейн решава да провери пръстовите отпечатъци на починалия и се оказва, че това е бивш офицер от американската армия, който официално се води починал от две години. Подозирайки, че може да има някаква конспирация, включваща военните, Макклейн съобщава страховете си на началника на полицията на летището Лоренцо и директора на летището Ед Трюдо. Лоренцо смята Макклейн за фантазьор, но Трюдо нарежда засилен полицейски контрол на летището. Точно в този момент терористите изключват централния контролен панел и осветлението на всички писти. С Трюдо се свързва полковник Стюарт, който изисква самолетът на Есперанса да кацне необезпокояван и генералът да може да избяга спокойно. В противен случай терористите ще дадат грешни пътеки на самолетите в небето, провокирайки масови авиационни катастрофи. За да предотвратят трагедия, ръководството на летището и Макклейн имат само 58 минути.
Главният инженер на летището Лесли Барнс решава да опита да използва незавършена антена, за да комуникира със самолет. Заедно с група специални части Барнс отива в тази сграда, но там те са нападнати от терористите. Всички полицаи загиват, но Макклейн, който се намесва в престрелката, убива терористите и спасява Барнс. Разярен, полковник Стюарт решава като отмъщение да организира демонстративна екзекуция на невинни хора. Самолет на британска авиокомпания получава неправилни данни за надморската височина и по време на кацане се случва ужасяваща катастрофа, убивайки всички пътници и екипаж. В същото време самолетът с Есперанса каца, но Макклейн е първият близо до рампата, който ранява генерала. Терористите пристигат навреме, за да спасят Есперанса от Макклейн и неуспешно се опитват да убият смелия полицейски лейтенант, след което тръгват към църква близо до летището, където е щабът на терористите.
Армейска група от специални части, водена от майор Грант, пристига на летището. Енергичният майор поема контрола върху антитерористичната операция в свои ръце и нарежда да се атакува църквата с терористите, които са окопани вътре. Макклейн също се присъединява към армията. Военните и терористите се обстрелват с картечници, но без ефект. Терористите спокойно напускат църквата на моторни шейни, но оръжието на един от бандитите попада в ръцете на Макклейн, който с ужас разбира, че то е заредено с халосни патрони, както и че военните също са стреляли с халосни патрони, следователно майор Грант и войниците му са съучастници на бандитите. Терористите и присъединилите се военни пристигат в един от летищните хангари, където ги чака Боинг-747, с който те да избягат.
По това време в небето се разиграва друга трагедия. Пътниците са силно разтревожени – самолетите продължават да кръжат над летището, но за кацането им нищо не се съобщава. Репортерът Ричард Торнбърг, който е в същия самолет с Холи Макклейн, с помощта на свой приятел успява да подслушва преговорите между летищните служби. Заключен в тоалетната на самолета, Торнберг започва репортаж, че летището е превзето от терористи и че скоро самолетите, изразходвайки цялото си гориво, ще започнат да падат на земята. На летището започва дива паника, а в самолетите пътниците са обхванати от страх и истерия. Заедно със стюардеса, Холи разбива вратата на тоалетната и зашеметява Торнберг с електрошок, слагайки край на безумния му репортаж.
Междувременно Боинг-747, който се контролира лично от генерал Есперанса, заедно с терористите на борда, тръгва към пистата. Макклейн, с помощта на телевизионен новинарски екип, скача от техния хеликоптер върху крилото на Боинг-а и блокира един от елероните с палтото си. Излизайки от самолета, майор Грант се опитва да убие Макклейн, който притиска злодея към турбината на самолета, превръщайки го в кайма. Тогава в случая се намесва полковник Стюарт, който успява да изхвърли Макклейн от крилото на самолета и да освободи елерона. Падайки, Макклейн отваря резервоара за гориво и дълга следа от гориво започва да следва ускоряващия Боинг. Макклейн го подпалва и когато самолетът почти излита, огънят достига до резервоарите му и възниква ужасна експлозия, а самолетът и всички терористи в него се разпадат на парчета. Пламтящите останки от Боинг-а осветяват ярко всичко наоколо и служат като отличен ориентир за безопасно кацане на всички въздушни самолети, включително самолета с Холи. След като Макклейн и Холи се срещат на летището, чистачът Марвин ги отвежда с количката си, за да празнуват Коледа.

## Актьорски състав
| Актьор               | Роля                                                                    |
| -------------------- | ----------------------------------------------------------------------- |
| Брус Уилис           | Джон Макклейн – полицейски детектив от Ню Йорк                          |
| Бони Беделия         | Холи Дженеро-Макклейн – съпруга на Джон                                 |
| Уилям Атертън        | Ричард Торнбърг – безскрупулен телевизионен репортер                    |
| Реджиналд ВелДжонсън | Ал Пауъл – полицейски сержант на Лос Анджелис                           |
| Франко Неро          | Рамон Есперанса – генерал от Валверде, замесен в търговията с наркотици |
| Уилям Садлър         | Уилям Стюарт – бивш полковник от армията на САЩ                         |
| Джон Амос            | майор Грант – ръководител на екипа на специалните сили на САЩ           |
| Денис Франц          | капитан Кармине Лоренцо – началник на летищната полиция                 |
| Арт Еванс            | Лесли Барнс – главен инженер на летището                                |
| Фред Томпсън         | Ед Трюдо – началник на летището                                         |
| Том Бауър            | Марвин – чистач на летището                                             |
| Шийла Маккарти       | Саманта Коулман – телевизионен репортер                                 |
| Робърт Костанцо      | Вито Лоренцо – полицейски сержант, брат на капитан Кармине              |
| Робърт Патрик        | О'Райли – един от терористите                                           |

## Снимачен процес
- Компанията за електроинструменти „Black & Decker“ е платила, за да бъде тяхната безжична бормашина включена в сцената с Брус Уилис. Когато сцената е изрязана във финалната версия, компанията съди 20th Century Fox. Това е първият подобен случай в историята на американското правосъдие. Делото на „Black & Decker“ за 150 000 долара е уредено извън съда.
- Родното място на генерал Рамон Есперанса е измислената латиноамериканска държава Валверде. Същата държава се споменава във филма „Командо“ с участието на Арнолд Шварценегер.
- Идеята полковник Стюарт (главният злодей) първоначално да се появи напълно гол и да прави упражнения по бойни изкуства е режисирана от Рени Харлин. Според него „това е ефективен, но необичаен начин за представяне на героя“.
- Джон Мактиърнан, режисьорът на „Умирай трудно“, планира да направи и този филм, но не успява, защото през 1990 г. снима филма „На лов за Червения октомври“ .
- Радиата, използвани от терористите, са любителски радиостанции „Kenwood TH-45AT“, работещи на 440 MHz.
- Имената на всички авиокомпании, показани във филма, са измислени.
- Ситуацията, в която генерал Рамон Есперанса е предаден на правителството на САЩ за съдебен процес, е алюзия към реалните събития, когато панамският диктатор Мануел Нориега е депортиран в САЩ, след като е свален от власт заради бруталност и трафик на наркотици в Панама през 80-те години на 20. век.
- Екипът командоси, ръководен от майор Грант, се нарича „Синя светлина“ във филма. Това е и името на реална американска военна антитерористична група, сформирана в рамките на американската армия през 70-те години. По-късно този екип е заменен от известния „Delta Force“, който набира персонал от цялата армия, а не само от командоси.
- Когато Холи Макклейн е показана за първи път в самолет, жената до нея чете списание, рекламиращо VHS изданието на „Смъртоносно оръжие 2“. И „Умирай трудно 2“ и „Смъртоносно оръжие 2“ са продуцирани от един и същ човек – Джоел Силвър.
- Цялото навигационно оборудване за кацане, използвано от терористите, е много подобно на истинското, но е опростено за драматични и бойни ефекти във филма.
- Филмът е базиран на романа „58 минути“ на Уолтър Уейджър, поради което филмът е наречен „58 Minutes pour vivre“ („58 минути за живот“) във френския боксофис. В самия филм има и препратка към оригиналното заглавие. Когато шефът на летището Трюдо осъзнава опасността, в която са самолетите, той казва следното: „Имаме само 58 минути, за да предотвратим катастрофа“.
- Повечето от интериорите на летището са заснети на международното летище в Лос Анджелис. Външните снимки се състоят на летище Стейпълтън в Денвър. Заснемането на църквата, която терористите превземат, се провежда в Хайленд-Лейк, северно от Денвър.
- Сцената, в която Макклейн се изкачва по стълбите от сервизните тунели към пистата и след това се разминава на косъм с ходовата част на самолета с генерал Есперанса, е заснета на осем различни места: 1). Макклейн тича в тунела и се изкачва по стълбите (Гранада Хилс); 2). Генерал Есперанса в пилотската кабина (Лос Анджелис); 3). Самолет в небето по време на заход за кацане, изглед отпред (пустинята Мохаве); 4). Екстериорът на решетката на пистата (Алпена, Мичиган); 5). Самолет в небето при подход със светлини на пистата, изглед отзад (Сан Франциско); 6). Самолетът след кацане се втурва по пистата (Sault Ste. Marie, Мичиган); 7). Самолетът се втурва към Макклейн (езерото Тахо, Калифорния); 8). Самолет, ускоряващ се към Макклейн, изглед от предния колесник (Денвър, Колорадо).
- Въпреки че филмът е заснет с помощта на фиктивно летище, което изобразява международно летище Дълес (Вашингтон, окръг Колумбия), снимки на истинското летище Дълес са използвани на плакатите на филма заедно с обложките на VHS и DVD.
- Генерал Есперанса говори на испански с екипа си през целия филм, но тъй като актьорът Франко Неро е италианец, неговият герой има много силен италиански акцент.
- Личният хонорар на Брус Уилис в този филм възлиза на 7,5 милиона долара.
- Първите изстрели се случват 13 минути след началото на филма.
- Актьорът Уилям Садлър е тренирал няколко месеца карате и тай чи, за да се подготви за последната бойна сцена в този филм.
- Във филма капитан Лоренцо пита Макклейн дали се представя за Джон Уейн. В „Умирай трудно“ главният злодей Ханс Грубер също сравнява Макклейн с Джон Уейн.
- Боинг 747-121/SF, използван от генерал Есперанса, полковник Стюарт и други терористи за бягство, е боядисан в цветовете на „Evergreen International Air Cargo Lines“, но без името на компанията.
- Финалният двубой между Макклейн и полковник Стюарт на крилото на самолета е заснет в продължение на няколко нощи. Тъй като в този момент няма истински сняг, трябва да се използват големи вентилатори, за да се вдухва изкуствен сняг в рамката.
- Сцените с Брус Уилис, тичащ през тунелите под летището, са заснети в пречиствателна станция за отпадни води в Гранада Хилс (близо до Лос Анджелис), тъй като съоръжението има километри подземни тунели. Същият обект е използван и по време на снимките на филма „Умирай трудно 4.0“.
- В интервю актьорът Джон Амос казва, че по време на снимките между него и Брус Уилис е възникнал сериозен конфликт, свързан с постоянни обиди от Уилис. Така омразата във филма между героите на Амос и Уилис се оказва почти истинска.
- Снимките продължават пет месеца.
- Този филм е едно от двете продължения, които излизат през 1990 г. с участието на Брус Уилис. Другият филм е „Виж кой говори пак“.
- Трейлърът на филма използва „Ода на радостта“ от Деветата симфония на Лудвиг ван Бетовен, която звучи в първия филм „Умирай трудно“.
- В интервю актьорът Реджиналд ВелДжонсън каза, че след появата си в първите два филма „Умирай трудно“ често е бил дразнен от приятели и дори непознати на улицата. Тъй като полицейският сержант Ал Пауъл, изигран от ВелДжонсън, обича шоколад Twinkies, приятелите на актьора и обикновените минувачи често купували тези шоколадови бонбони и ги хвърляли в колата на ВелДжонсън.
- Известната реплика на Джон МакКлейн от първия филм, „Yipee-ki-yay, motherfucker!“ е променена във втория филм на „Yipee-ki-yay, mr. Falcon!“
- Поради изобилието от сцени на насилие филмът първоначално е оценен с NC-17.
- Според режисьора Рени Харлин първоначално снимките трябвало да се проведат във Вашингтон през зимата, но когато снимачният екип пристига в столицата на САЩ, се оказва, че във Вашингтон няма сняг, а температурата е +5 °C. След това снимките са преместени в Денвър, Колорадо, където е студено, но също няма сняг, така че за организацията на заснемането снегорините всяка вечер носят част от снега от местен ски курорт, а останалата част от снега е направен изкуствено. „Фалшивият сняг“ се състои от смес от хартиени отпадъци от шредер, картофен чипс, мраморен прах и каменна сол. Въпреки това, когато групата се кани да заснеме преследването с моторни шейни, ужасна снежна буря удря Колорадо, като температурата пада до -17 градуса, а снимките трябва да бъдат отложени, докато настъпи по-топло време.
- През 1990 г. режисьорът Рени Харлин заснема още един филм – „Приключенията на Форд Феърлейн“, пуснат в САЩ няколко дни след „Умирай трудно 2“.
- Интериорът на самолета, който докарва генерал Есперанса до летището, е построен и заснет в Universal Studios в Холивуд.
- Първоначално актьорът Франко Неро не иска да прави този филм, защото не харесва сценария. Неро започва да играе в „Дъхът на живота“, но продуцентът Джоел Силвър успява да убеди актьора да участва в „Умирай трудно 2“. Графикът за снимане на Неро е подреден по такъв начин, че снимките на „Умирай трудно 2“ да не пречат на участието на Неро в другия филм.

## Български дублаж
| Преводач            | Станислав Доков                                                             |
| Тонрежисьор         | Стефан Македонски                                                           |
| Режисьор на дублажа | Чавдар Монов                                                                |
| Озвучаващи артисти  | Силвия Лулчева Марин Янев Здравко Методиев Станислав Димитров Ивайло Велчев |